# Fernando Manzaneque
Manzaneque  Sánchez est un nom espagnol. Le premier nom de famille, en général paternel, est Manzaneque ; le second, en général maternel, souvent omis, est Sánchez.
Fernando Manzaneque Sánchez, né le 4 février 1934 à Campo de Criptana dans la province de Ciudad Real et mort le 5 juin 2004 à Alcázar de San Juan, est un coureur cycliste espagnol. Professionnel de 1954 à 1968, il était surnommé le « rude pédaleur de la Mancha ». Il a notamment remporté le  Grand Prix du Midi libre en 1963, le Tour du Levant en 1960 et 1962. En huit participations au Tour de France, il a remporté trois étapes de montagne et obtenu pour meilleur classement une sixième place en 1961. Il a également participé douze fois au Tour d'Espagne. Il y a gagné deux étapes et terminé troisième en 1958.
Son frère Jesús a également été cycliste professionnel. 

## Palmarès
- 1954
  - 5e étape du Tour du Levant
- 1955
  - 9e étape du Tour d'Andalousie
- 1957
  - 1re étape du GP Torrelavega
  - 7e étape du Tour des Asturies
  - 5e étape du Tour du Sud-Est espagnol
  - 3e et 5e étapes du Tour du Maroc
- 1958
  - 12eb étape du Tour du Sud-Est espagnol
  - 1reb étape du Tour de Catalogne
  - 3e du Trofeo Masferrer
  - 3e du Tour d'Espagne
- 1959
  - Champion d'Espagne des régions
  - 6e étape du Tour d'Andalousie
  - 17e étape du Tour d'Espagne
  - 2e du Gran Premio de la Bicicleta Eibarresa
  - 2e du Tour de Catalogne
- 1960
  - 5e et 7e étapes du Tour d'Andalousie
  - Tour du Levant :
    - Classement général
    - 1re (contre-la-montre par équipes) et 7e étapes

  - 1re étape du Tour d'Espagne (contre-la-montre par équipes)
  - 18e étape du Tour de France
  - 3e du championnat d'Espagne sur route
  - 6e du Tour d'Espagne
- 1961
  - 4e étape du Gran Premio de la Bicicleta Eibarresa
  - 6e étape du Critérium du Dauphiné libéré
  - 6e du Tour de France
  - 7e du Tour d'Espagne
  - 7e du Critérium du Dauphiné libéré
- 1962
  - Classement général du Tour du Levant
  - 8e du Tour d'Espagne
- 1963
  - 7e étape du Tour d'Andalousie
  - 1rea étape du Tour du Levant (contre-la-montre par équipes)
  - Trofeo Jaumendreu
  - Grand Prix du Midi libre :
    - Classement général
    - 4ea étape

  - 16e étape du Tour de France
  - 3eb étape du Tour de Catalogne
  - 3e de la Semaine catalane
  - 3e du Gran Premio de la Bicicleta Eibarresa
  - 3e du Critérium du Dauphiné libéré
  - 3e du championnat d'Espagne sur route
  - 3e de la Prueba Villafranca de Ordizia
- 1964
  - Circuit de Getxo
  - 2e de la Clásica a los Puertos
  - 2e de la Subida al Naranco
  - 6e du Tour d'Espagne
  - 6e du Grand Prix du Midi libre
  - 7e du Critérium du Dauphiné libéré
  - 8e du championnat du monde sur route
- 1965
  - Champion d'Espagne des régions
  - 5e étape du Tour d'Espagne
  - 4e du Tour d'Espagne
  - 6e du Critérium du Dauphiné libéré
- 1966
  - 8e du Grand Prix du Midi libre
- 1967
  - 16e étape du Tour de France
  - 10e du Tour de France

## Résultats sur les grands tours

### Tour de France
8 participations
- 1958 : 20e
- 1959 : 14e
- 1960 : 11e, vainqueur de la 18e étape
- 1961 : 6e
- 1963 : 12e, vainqueur de la 16e étape
- 1964 : 12e
- 1965 : 25e
- 1967 : 10e, vainqueur de la 16e étape

### Tour d'Espagne
12 participations
- 1955 : 57e
- 1957 : abandon
- 1958 : 3e
- 1959 : 25e, vainqueur de la 17e étape
- 1960 : 6e, vainqueur de la 1re étape (contre-la-montre par équipes),  maillot amarillo pendant 3 jours
- 1961 : 7e
- 1962 : 8e
- 1963 : 13e
- 1964 : 6e
- 1965 : 4e, vainqueur de la 5e étape
- 1967 : 18e
- 1968 : 21e